# Петушок — золотой гребешок (мультфильм)
«Петушок — золотой гребешок» — рисованный мультипликационный фильм 1955 года. Экранизация одноимённой русской народной сказки в обработке А. Н. Толстого.

## Сюжет
По мотивам одноимённой русской народной сказки в обработке А. Н. Толстого (написано в титрах мультфильма).
Жили в лесной избушке Кот, Дрозд и Петушок. Жили они дружно и горя не знали до тех пор, пока не повадилась к ним Лиса, которая старалась похитить петушка. Каждый раз перед уходом в лес Кот и Дрозд предупреждали петушка, чтобы он не подавал голоса, когда придёт Лиса, и не выглядывал в окошко.
Когда Кот и Дрозд уходили из дома, Лиса использовала определённые методы обмана, чтобы выманить Петушка из дома, в приоритете был метод якобы угостить его горохом. Ей это удавалось, но каждый раз её старания не оправдывались: Кот и Дрозд отбивали Петушка, слыша его крик, а хулиганке Лисе здорово доставалось на орехи. Но неисправимая Лиса не сдавалась: каждый день она продолжала преследовать наивного Петушка, пока с помощью своего обмана не смогла далеко утащить его в далёкий дремучий лес в свою избушку, упав по пути в реку.
Кот и Дрозд, вернувшись в избу, не нашли Петушка и стали его искать (характерно, что в третий раз они не услышали его голос). С помощью Зайца парочка нашла избушку Лисы, после чего Заяц отвлекает Лису, играя на гуслях и напевая песню, а Кот надевает на лисью голову ведро. В результате Лиса, не сумев снять ведро с головы, бежит без оглядки и тонет в реке под обрывом, а Петушок возвращается домой на руках Дрозда, Кота и Зайца.

## Создатели
| Автор сценария             | Пётр Носов |
| Режиссёры                  | Пётр Носов, Дмитрий Анпилов |
| Художники-постановщики     | Владимир Арбеков, Василий Игнатов |
| Композитор                 | Родион Щедрин |
| Оператор                   | Александр Астафьев |
| Звукооператор              | Георгий Мартынюк |
| Технический ассистент      | Елена Туранова |
| Ассистент по монтажу       | Александра Фирсова |
| Художники-мультипликаторы: | Роман Качанов, Мстислав Купрач, Татьяна Фёдорова, Владимир Крумин, Рената Миренкова, Елена Хлудова, Борис Бутаков, Роман Давыдов, Виктор Лихачёв |
| Художники-декораторы:      | Галина Невзорова, Ирина Светлица, Ирина Прокофьева, Алла Горева                                                                                  |